# Spanish Gift
Spanish Gift (en español: Regalo español) es el nombre dado a una serie de bienes y objetos de valor regalados por el rey Fernando VII a los ingleses tras la guerra contra las tropas de Napoleón.
Se trata de un conjunto de 257 pinturas, además de grabados, dibujos, joyas, y otros objetos de valor que el Duque de Wellington aprehendió a José I de España en la Batalla de Vitoria en 1813. Wellington intentó devolver al pueblo español este excepcional conjunto de piezas, pero el rey Fernando VII declinó el ofrecimiento. El duque, asombrado por el ingente valor de tal botín, insistió en devolverlo a España, pero Fernando VII le instó a aceptarlo como gratificación por su labor en las guerras napoleónicas. Los cuadros fueron enviados a Inglaterra y se catalogaron en la Royal Academy de Londres.
En Inglaterra se conocen con el irónico nombre de "Spanish Gift". Actualmente se conservan en la mansión Apsley House de Londres, que fue residencia del Duque de Wellington (Wellington Collection) y donde aún viven sus descendientes. En 1947, la mitad de la vivienda principal y de su contenido fueron donados al patrimonio inglés (English Heritage), 170 de los cuadros aún perteneciendo a la colección privada del actual duque de Wellington.

## Obras destacadas
- La oración en el huerto, obra maestra de Correggio
- El aguador de Sevilla, obra maestra  de Velázquez
- Retrato masculino, de Velázquez
- Dos jóvenes a la mesa, de Velázquez
- Retrato de Inocencio X, réplica tal vez pintada por Velázquez del famoso cuadro del Palazzo Doria-Pamphili de Roma; suscita dudas de autoría
- Retrato ecuestre del Duque de Wellington, único ecuestre de Goya
- Dánae, de Tiziano, encargada por Felipe II. Es una versión del tema Dánae recibiendo la lluvia de oro, pintada por Tiziano. Esta «poesía» (pintura mitológica) quedó excluida de la donación Wellington al English Heritage y ha permanecido inédita en el domicilio particular de la familia, en un sector privado de Apsley House. Subestimada durante siglos por los expertos, que la consideraban una copia, en 2014 fue restaurada en el Museo del Prado y se desveló que fue la versión original encargada por Felipe II. Debido a un corte en su borde superior, perdió dos figuras citadas en viejos inventarios y conocidas por copias: el rostro del dios Júpiter emergiendo entre nubes, y un águila. A finales de 2014, la pintura ya restaurada fue presentada en primicia en el museo madrileño, junto con su lienzo compañero original, Venus y Adonis.

y otras de:
- Juan de Flandes
- José de Ribera
- Bartolomé Esteban Murillo
- Claudio Coello
- Giulio Romano
- Guercino
- Guido Reni
- Anton Van Dyck
- Jan Steen
- Jan Brueghel el Viejo